# Virgilio Mortari

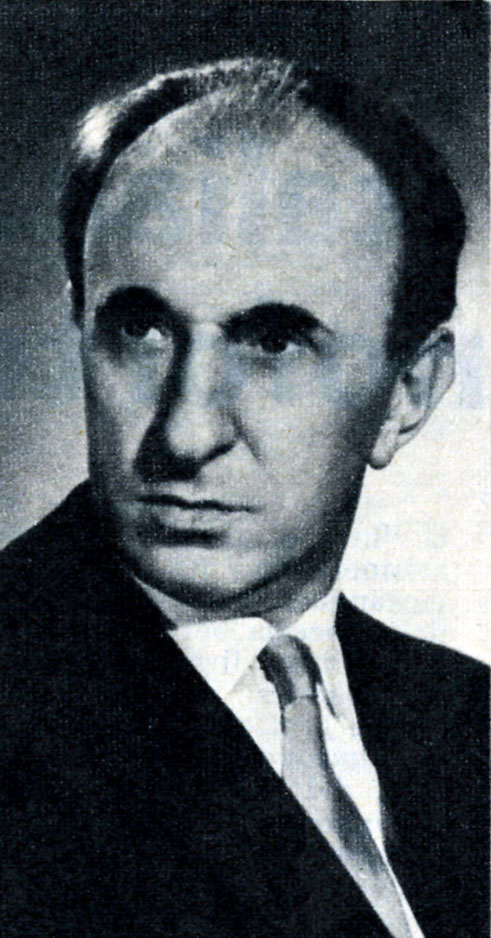
Virgilio Mortari

Virgilio Mortari (Passirana di Lainate, 6 december 1902 – Rome, 5 september 1993) was een Italiaans componist and muziekpedagoog.
Mortari werd geboren in Passirana di Lainate bij Milaan in 1902. Hij studeerde aan het Conservatorium van Milaan bij Costante Adolfo Bossi en Ildebrando Pizzetti. Hij studeerde af aan het Conservatorium van Parma in 1928, waar hij piano en compositie. Al in 1924 won hij de eerste prijs met zijn compositie Sonata per pianoforte, violino e violoncello in de compositiewedstrijd van de Società Italiana di Musica Contemporanea.
Mortari was docent compositie aan het Conservatorium van Venetië van 1933 tot 1940. Vanaf 1940 was hij docent aan de Accademia Nazionale di Santa Cecilia. Hij was artistiek leider van de Accademia Filarmonica Romana van 1944 tot 1946, en van 1955 tot 1959 directeur van Teatro La Fenice in Venetië. In 1963 werd hij vicevoorzitter van de Accademia Nazionale di Santa Cecilia.
Mortari won de Euterpe-, Marzotto- en Montaigne-prijzen.

## Enkele werken

### Boeken
- La Tecnica Dell'Orchestra Contemporanea, boek (met Alfredo Casella), Uitgeverij Ricordi, Milaan

### Opera
- Il Contratto, opera
- La Scuola Delle Mogli, opera
- La Figlia del Diavolo, opera

### Kamermuziek
- Canti di Primavera voor 4 cello's
- Divertimento voor fagot en cello
- Offerta voor piano
- Les Adieux, voor fluit, viool, altviool en cello
- Strijkkwartet nr. 2 (1983)
- Melodia voor altsaxofoon en piano
- Fogli D'Album voor solo contrabas (1977)
- Duettini Concertanti voor viool en contrabas

### Soloconcerten
- Concert voor Mstislav Rostropovitsj voor cello en orkest
- Concert voor Franco Petracchi (Su Antiche Musiche [op oude muziek]) voor contrabas en orkest(1966)
- Elegia en Capriccio (uit de 'Duettini Concertati') voor viool en contrabas met begeleiding van strijkorkest
- Rapsodia Elegiaca, tweede concert voor contrabas en orkest
- Concerto Dell'Osservanza voor altviool en orkest
- 3 Tempi Concertati (1966) voor strijkers, met obligaat viool en cello

### Orkestmuziek
- Ouverture Eleonora D'Arborèa (1968), voor symfonieorkest
- Arioso en Toccata voor orkest La Strage Degli Innocenti
- Fantasie Concertante voor strijkers
- Epilogo, voor orkest

### Vocaal
- Missa Elegiaca voor gemengd koor en orgel
- Missa Pro Pace, voor koor a capella
- Secchi e Sberlecchi voor middenstem en piano
- La Lunga Strada Della Morte (Uit Canzone Noni Toni van Giovanni Gabrieli) voor het gewijde theaterstuk Resurrezione e Vita